# حليمة خاتون (شخصية خيالية)
حليمة خاتون (بالتركية: Halime Hatun)‏ المعروفة أيضًا باسم السلطانة حليمة (بالتركية: Halime Sultan)‏ نظرًا لمكانتها الملكية، هي شخصية في المسلسل التلفزيوني التركي قيامة أرطغرل . قامت الممثلة التركية إسراء بيلجيتش بدور حليمة  والشخصية مستوحاة من والدة عثمان الأول المزعومة، حليمة خاتون . تظهر في المسلسل على أنها أميرة سلجوقية وزوجة أرطغرل الأولى.

## خلفية
نشأت حليمة سلطان في قصر عمها السلطان علاء الدين كيكوبات (بالتركية: Sultan Alaeddin Keykubat)‏ . ولدت لشهزاد نعمان، وأمضت عدة سنوات مع والدها وشقيقها في المنفى، هربًا من الخونة والطغاة. عندما تم القبض عليها من قبل فارس الهيكل بيسول ، أنقذها أرطغرل هي وعائلتها، بعد أن طلب والد حليمة المساعدة عندما كان أرطغرل يصطاد غزالًا .

### شخصية
تم تصوير حليمة على أنها امرأة مخلصة، مستعدة لفعل أي شيء من أجل أرطغرل، وهي أم عظيمة ومحبة لأطفالها. وهي أيضًا مقاتلة ماهرة. وجاء في وصفها الرسمي على موقع تي أر تي 1 : "إن ابنة الأمير التركماني الهارب حليمة تستطيع التغلب على أي مشكلة بفضل صبرها وذكائها". 

## قصة

### الموسم الأول
تم إنقاذ السلطانة حليمة وشقيقها يغيت ووالدها شهزاد نعمان من قبل أرطغرل الذين تم نقلهم إلى فرسان الهيكل . عندما يأخذهم أرطغرل إلى القبيلة، لا يتم الترحيب بهم من قبل شخصين، أخت أرطغرل الكبرى بالتبني وزوجة أخيه، سالجان خاتون ، وأخت أرطغرل الصغرى بالتبني، جوكجه خاتون . سالجان مخادعة، تريد أن يتزوج أرطغرل من غوكجة من أجل تحقيق خطتها لقتل السيد كايي، سليمان شاه - والدها بالتبني - حيث قتل والدها البيولوجي لخيانته له. في حين أن جوكجه لديه حب بلا مقابل لأرطغرل.
مع مرور الأيام، يقع أرطغرل وحليمة في حب بعضهما البعض. تم الكشف لاحقًا أن حليمة ووالدها وشقيقها أعضاء في العائلة المالكة السلجوقية وأنهم مطلوبون من قبل فرسان الهيكل لهذا السبب. ومع ذلك، بعد أن أنقذتها أرطغرل في كمين نصبه فرسان الهيكل، تم نقل حليمة إلى حلب حيث يقع الأمير العزيز ، أمير حلب الأيوبي ، في حبها. عندما يحاول شهزاد، الذي قُتل لاحقًا على يد السيد أفشين - وهو عميل سلجوقي، إجبار ابنته على الزواج من العزيز حتى يصبح سلطان الدولة السلجوقية ، وبعد سلسلة من الأحداث الأخرى، يتم إرجاع حليمة إلى قبيلة كايي. تم حل بعض المشكلات الأخرى التي كانت بين أرطغرل والأمير بسبب فرسان الهيكل. يؤدي هذا إلى خطوبة أرطغرل وحليمة بعد أن طلبت غوكجة من سليمان شاه إنهاء خطوبتها مع أرطغرل، مدركًا أنه لن يراها أبدًا سوى أخت وأنه يحب حليمة.
ومع ذلك، عندما خانه السيد كوردوغلو ، شقيق سليمان شاه بالتبني، وقرر أن يصبح السيد، تم القبض على حليمة، مع خطة لقتلها في النهاية. تم إنقاذ حليمة لاحقًا وإنقاذها من قبل شقيق أرطغرل بالتبني، تورغوت ألب . خلال ذلك تتوب سالجان خاتون عن خطاياها وتطلب مغفرة حليمة عن الطريقة التي عاملتها بها والتي منحتها حليمة. منذ ذلك الحين، أصبحت حليمة وسالجان صديقين مقربين ويعتبر كل منهما الآخر أخوات. بعد هزيمة كوردوغلو وقطع رأسه على يد أرطغرل، تزوج أرطغرل وحليمة من بعضهما البعض. توفي سليمان شاه لاحقًا نتيجة مزيج من عدوى الدمل والغرق مما أدى إلى انتقال قبيلة كايي إلى أرضروم .

### الموسم الثاني
في الموسم الثاني، تعلن حليمة لأرطغرل أنها حامل بطفل. لكنها أصيبت بالدمار عندما تم القبض على أرطغرل على يد نويان ، القائد المغولي ، ثم يُعتقد أنه مات. تسعد مرة أخرى عند عودته، لكن عندما تخبر هايماه خاتون ، والدة أرطغرل، عن المسمار الذي تم تثبيته في يد أرطغرل، وعن منصبه رئيس ألب. تم إبطال مما جعله يغضب على حليمة. ومع ذلك، يتم حل مشاكلهم في وقت لاحق. تدعم حليمة أيضًا أخت زوجها، سالجان، في مواجهة آيتولون خاتون - الهانم المخادع من قبيلة دودورجا ، قبيلة هايماه خاتون الأصلية والقبيلة التي أُجبرت قبيلة كايي على البقاء معها بعد هجوم مغولي. قرب نهاية الموسم، بعد محاولة فاشلة لاغتيالها من قبل أيتولون وبعد هزيمة نويان، ولد ابن أرطغرل، واسمه غوندوز . تدعم حليمة زوجها في قراره بالهجرة إلى الغرب بينما يرغب أخوة أرطغرل الأكبر، السيد غوندوغدو والسيد سنغورتكين ، في الهجرة شرقًا. ثم انقسمت قبيلة كايي مع حليمة وهي تودع سيلجان بالدموع، التي تذهب مع زوجها غوندوغدو إلى الشرق. في الرحلة، أصيبت حليمة بالصدمة بعد وفاة شقيقها يغيت، نتيجة لكمين نصبه الوزير السلجوقي سعد الدين كوبك.

## التدريب
إسراء بيلجيتش ، التي تؤدي دور حليمة خاتون، بدأت مشوارها الفني مع مسلسل قيامة أرطغرل عام 2014.    تركت بيلجيتش المسلسل في عام 2018 بسبب سيناريو الموسم الجديد،     قالت:
وحتى بعد انتهاء المسلسل، نشرت بيلجيتش مقاطع فيديو لتدريباتها والعمل الجاد والجهد الذي بذلته في المسلسل، بالإضافة إلى مقاطع فيديو لمعاركها بالسيف وذهابها إلى صالة الألعاب الرياضية. 

## استقبال
وقد حزن على وفاتها في المسلسل المعجبون الأتراك المتفاجئون على الإنترنت. تم "استبدال" الدور الرئيسي للممثلة بـ هاندا سورال ، التي كان يُعتقد في البداية أنها ستلعب دور "زيدان خاتون"،  ولكن انتهى بها الأمر بتصوير دور إيلبيلجي خاتون . 

### باكستان
مثل الممثلين الآخرين الذين شاركوا في المسلسل، أصبحت إسراء بيلجيتش ، التي تلعب دور حليمة، تحظى أيضًا بشعبية كبيرة في باكستان. في عام 2020، تم تسجيلها على أنها تاسع أكثر الأشخاص بحثًا في باكستان  وأصبحت سفيرة العلامة التجارية لفريق الكريكيت الباكستاني بيشاور زالمي ،  والتي تعرضت لانتقادات بسببها من قبل الممثلين الباكستانيين لأنها "أخذت مكانتهم". وظيفة"،  شركة الإلكترونيات الاستهلاكية كيو موبايل   ومزود شبكة الهاتف المحمول جاز في عام 2020.  
إلى جانب كل هذا، ظهرت أيضًا في العديد من الإعلانات الباكستانية.  كما شاركت بيلجيتش، التي كشفت ذات مرة "كيف شعرت بالتواضع بسبب الحب الذي تلقته في البلاد"، مقطع فيديو سريع الانتشار لتعلمها اللغة العامية الباكستانية.  بعد أن قامت بريانكا شوبرا ، سفيرة النوايا الحسنة للأمم المتحدة، بتجاهل فتاة باكستانية بسبب انتقادها لها بتهمة الدعوة إلى الحرب، غردت إسراء بيلجيتش أيضًا حول هذا الأمر وقالت: "أن تكون وطنيًا لا يعني أنه يجب عليك تشجيع الحرب. لا يجب أن تنتمي إلى محادثة". فيما يتعلق بالحرب كسفيرة للنوايا الحسنة للأمم المتحدة، لقد كنت غير محترمة للغاية تجاه امرأة سألتك للتو سؤالاً حول بيان قمت بمشاركته مع ملايين الأشخاص على حسابك على تويتر.  نظرًا لأن الممثلة عارضة أزياء في باكستان، فقد أصبح مقطع الفيديو الخاص بها وهي ترتدي الزي الوطني الباكستاني (الشالوار كاميز) أيضًا موضوعًا للاهتمام على وسائل التواصل الاجتماعي. 
على الرغم من بعض التعليقات السلبية، معظمها من الرجال،  ضدها لارتدائها "ملابس غربية" أثناء لعب دور حليمة سلطان "المتدينة"،  لا تزال قاعدة معجبيها تنمو في باكستان بسبب دورها في المسلسل.  حتى أنها هاجمت أحد الأشخاص ذات مرة بسبب تعليقاته قائلة "نصيحة صغيرة؛ لا تتبعني".  ويشاع أيضًا أنها ستزور البلاد أيضًا (أو أنها كانت في البلاد) بعد أن نشرت صورة لجامعة بيشاور الإسلامية مع تسمية توضيحية تقول "مدينة الزهور" على حسابها على انستغرام.  نظرًا لأنها سفيرة العلامة التجارية لبيشاور زالمي، يُعتقد أنها قد تأتي لمشاهدة حدث الكريكيت في الدوري الباكستاني الممتاز ،  بعد هذه الصورة ونفس المنشور بالضبط من قبل جافيد أفريدي ، الرئيس التنفيذي لشركة هاير باكستان ومالك بيشاور زالمي . 
بعد تعرض امرأة للاغتصاب الجماعي في باكستان في عام 2020، انتقد بيلغيتش ضابط شرطة مدينة لاهور العاصمة (CCPO) عمر شيخ عندما ألقى باللوم على المرأة لأنها قادت سيارتها بمفردها وقال إن ذلك كان خطأها.    ومن بين معجبيها الممثلة الباكستانية عائشة عمر ، التي قالت أيضًا إنها تود مقابلتها.  كما ذكرنا سابقًا، تلقت انتقادات من ممثلين باكستانيين لأنها أصبحت سفيرة للعلامة التجارية في بلادهم، ولهذا السبب تلقت دعمًا من الممثل والمغني الباكستاني آغا علي لمواصلة عملها.  جربت بيلجيتش أيضًا مجموعة من الأطعمة الباكستانية في مقطع فيديو انتشر على نطاق واسع بدعم من جاز (إحدى العلامات التجارية التي تعتبر سفيرة لها)، وعلقت على أن الأطعمة حارة جدًا وأن البرياني هو المفضل لديها. 

### الأوسمة
حصلت إسراء بيلجيتش على جائزتين عن دورها في دور حليمة خاتون، وهما جوائز التوعية الاجتماعية، في فئة أفضل ممثلة مسلسل تلفزيوني،  وجوائز الأناضول الإعلامية في فئة ممثلة المسلسل التلفزيوني لهذا العام، وكلاهما في عام 2016.  وفي عام 2017، تم ترشيحها أيضًا لجائزة الشباب التركي في فئة أفضل ممثلة تلفزيونية .  

## في وسائل الإعلام الأخرى
تم تصوير زوجة السيد أرطغرل على أنها الأم هايماه في المسلسل التلفزيوني التركي المؤسس: 1299 (1988)، مقتبس من رواية تحمل نفس الاسم.[بحاجة لمصدر]

## أنظر أيضا
- قائمة شخصيات قيامة أرطغرل
- قائمة شخصيات المؤسس عثمان